# Нижняя Горка (Нюксенский район)
Нижняя Горка — деревня в Нюксенском районе Вологодской области.
Входит в состав Городищенского сельского поселения, с точки зрения административно-территориального деления — в Городищенский сельсовет.
Расстояние по автодороге до районного центра Нюксеницы — 37 км, до центра муниципального образования Городищны — 3 км. Ближайшие населённые пункты — Бор, Козлово, Лопатино, Макарино, Слобода, Мыгра.
По переписи 2002 года население — 35 человек (16 мужчин, 19 женщин). Преобладающая национальность — русские (97 %).